# Anypodetus leucothrix
Anypodetus leucothrix är en tvåvingeart som beskrevs av Jason Gilbert Hayden Londt 2000. Anypodetus leucothrix ingår i släktet Anypodetus och familjen rovflugor.
Artens utbredningsområde är Namibia. Inga underarter finns listade i Catalogue of Life.